# 17803 Barish
17803 Barish (1998 FD71) là một tiểu hành tinh vành đai chính được phát hiện ngày 20 tháng 3 năm 1998 bởi nhóm nghiên cứu tiểu hành tinh gần Trái Đất phòng thí nghiệm Lincoln ở Socorro.